# Mantala tineoides
Mantala tineoides är en fjärilsart som beskrevs av Walker 1862. Mantala tineoides ingår i släktet Mantala och familjen björnspinnare. Inga underarter finns listade i Catalogue of Life.